# Sabicea mortehanii
Sabicea mortehanii är en måreväxtart som beskrevs av De Wild.. Sabicea mortehanii ingår i släktet Sabicea och familjen måreväxter.
Artens utbredningsområde är Kongo-Kinshasa. Inga underarter finns listade i Catalogue of Life.